# Eraldo Baldini
Eraldo Baldini (Russi (Ravenna), 1952), is een Italiaans schrijver.

## Leven
Eraldo Baldini studeerde culturele antropologie. Hij is een groot vogel-liefhebber die veel tijd doorbrengt in de waterrijke gebieden ten noorden van Ravenna, zijn geboortestad. Baldini mengt in zijn boeken het moderne en het archaïsche en laat de horror schuilen in het alledaagse. Hij heeft nu twaalf romans en verhalenbundels op zijn naam, maar schrijft ook scenario's en toneelstukken en organisator van culturele evenementen.
Sinds de jaren negentig schrijft Baldini korte verhalen. In 1991 won hij een literatuurprijs op het mystery festival "MystFest" in Cattolica met zijn verhaal Re di Carnevale. Daarna verscheen zijn eerste roman, La collina dei bambini (1994), gevolgd door Bambine in 1995.
De roman Mal'aria stamt uit 1998 en werd ook in Nederland en in Frankrijk gepubliceerd. Het boek betekende de doorbraak naar een groter publiek. “Een fenomeen in het genre van de roman noir, door sommigen beschouwd als de Italiaanse Stephen King”, schreef La Repubblica. Carlo Lucarelli roemt zijn meeslepende plots en indringende stijl. Baldini wordt beschouwd als een van de belangrijkste auteurs van de moderne Italiaanse literatuur.

## Werken
- 1998 - Mal'aria (Premio Fregene) (vertaald naar het Nederlands)
- 1999 - Faccia di sale (Premio Serantini)
- 2000 - Gotico rurale (Premio Settembrini)
- 2001 - Terra di nessuno
- 2001 - Tre mani nel buio
- 2002 - Bambine
- 2002 - Medical Thriller
- 2003 - Bambini, ragni e altri predatori
- 2004 - Nebbia e cenere (Nevel en As)
- 2006 - Come il lupo (Premio Predazzo 2006)
- 2006 - Halloween
- 2007 - Le notti gotiche

- Bibliothèque nationale de France: cb120880152 (data)
- Gemeinsame Normdatei: 136792359
- International Standard Name Identifier: 0000 0000 5509 8923
- Library of Congress Control Number: n88020497
- Nationale Bibliotheek van Tsjechië: mub2016914996
- Nederlandse Thesaurus van Auteursnamen: 191842605
- Istituto Centrale per il Catalogo Unico: CFIV042819
- Système universitaire de documentation: 029204844
- Virtual International Authority File: 44325032
- WorldCat: E39PBJckQfcByDHRy4KXHVmPQq